# روبرت بورنس (سياسي كندي)
روبرت بورنس هو نقابي ومحامي وقاضي وسياسي كندي، ولد في 5 سبتمبر 1936 في مونتريال في كندا، وتوفي في 15 مايو 2014 في بوشيفيل في كندا. انتخب عضو الجمعية الوطنية في كيبك ‏.